# 深裂耳蕨
深裂耳蕨（学名：Polystichum incisopinnulum）为鳞毛蕨科耳蕨属下的一个种。

## 扩展阅读
- 維基物種上的相關：深裂耳蕨